# Conferentie van Jalta
Op de Conferentie van Jalta kwamen van 4 tot 11 februari 1945 drie geallieerde leiders bij elkaar: Roosevelt van de Verenigde Staten, Churchill van het Verenigd Koninkrijk en Stalin van de Sovjet-Unie. De conferentie vond plaats in de badplaats Jalta op de Krim, en wel in het Livadiapaleis. Deze plaats van samenkomst was gekozen nadat Stalin had geweigerd zijn grondgebied te verlaten. De nazi's waren bijna verslagen. Het was de tweede van de drie bijeenkomsten in de oorlog door de Grote Drie.
Deze laatste conferentie tijdens de oorlog in Europa besprak de situatie die zou ontstaan na afloop van deze oorlog. De naoorlogse verhoudingen werden hier dan ook al zichtbaar. Vanzelfsprekend ging het hierbij ook om de afbakening van invloedssferen. George Kennan was zeer duidelijk in de erkenning van de belangen die de Sovjet-Unie in Oost-Europa had verworven.
Men heeft naar aanleiding van de conferentie een protocol opgesteld, waar 14 hoofdkwesties in worden behandeld.
1. Wereldorganisatie
 Er is afgesproken dat er op woensdag 25 april 1945 in San Francisco een vergadering plaats zou vinden voor de oprichting van de Verenigde Naties (VN). Alle geallieerde landen zijn hiervoor uitgenodigd, alsook alle landen die de vijand de oorlog hebben verklaard. Belangrijk is dat iedereen een geldige stem krijgt. Ook kwam er territoriaal beheer.
2. Verklaring van een vrij Europa
 De Grote Drie spraken af landen economisch en politiek gezien te helpen na de naziperiode. Er moeten democratische regeringen komen. Het doel hiervan was zorgen voor internationale vrede en heropbouw van het dagelijkse leven.
3. Verdeling van Duitsland
 Duitsland zal worden verdeeld door de hand van de Grote Drie, maar voor de precieze indeling moet er nog onderzoek plaatsvinden.
4. Bezettingszone voor de Fransen en controle voor de Duitsers
 Er komt een bezettingszone voor Frankrijk en een Geallieerde Controleraad; dit doet men met het oog op toekomstige vrede en veiligheid.
5. Herstel na de naziperiode
 Duitsland krijgt geen herstelbetalingen opgelegd, maar de geallieerden mogen zich wel schadeloos stellen. Er moet in totaal 22 miljard dollar worden betaald, waarvan vijftig procent voor Rusland. Naast betalingen moet Duitsland ook arbeiders leveren voor de heropbouw. Daarnaast moet Duitsland de wapenvoorraad sterk verkleinen, productie van goederen annuleren en er mag gebruik worden gemaakt van Duitse arbeiders.
6. Oorlogsmisdadigers
 De grootste oorlogsmisdadigers moeten worden gestraft. Het besluit over de wijze waarop de berechting zou moeten plaatsvinden werd nog niet concreet genomen.
7. De kwestie Polen
 Polen krijgt na de bevrijding door het Rode Leger een nieuwe regering, waardoor het een democratische staat zal worden. Stalin krijgt ook veel controle; er zal controle over Polen blijven van buiten om er voor te zorgen dat het goed zal gaan. Rusland krijgt op het oostelijke front acht kilometer extra grond, Polen krijgt extra Duitse gebieden in het Westen.
8. De kwestie Joegoslavië
 Ook Joegoslavië krijgt een nieuwe regering en een tijdelijk parlement, gevormd door de  Antifascistische Raad voor de Nationale Bevrijding van Joegoslavië (AVNOJ). Zij mogen nog geen wettelijke acties uitvoeren.
9. Italië-Joegoslavië - Italië-Oostenrijk front
 Er zijn geen concrete afspraken gemaakt, dit wordt later nog eens besproken.
10. Relaties Joegoslavië-Bulgarije
 Men heeft verschillende kijken op dit onderwerp. Zo wordt er geopperd om de Bulgaarse regering te melden dat het handelen niet door de beugel kan. Ook dit zal later worden besproken.
11. De kwestie Zuidoost-Europa
 Er komt een Controle Commissie in Bulgarije, Grieken klagen om herstelbetalingen van de Bulgaren en er zijn mogelijkheden voor olie in Roemenië.
12. De kwestie Iran
 Er zijn geen concrete afspraken gemaakt, dit wordt later nog eens op een diplomatieke manier besproken.
13. Ontmoetingen van de Grote Drie
 Ze ontmoeten elkaar zo vaak als nodig is, ongeveer om de drie à vier maanden sowieso. De eerstvolgende ontmoeting wordt gepland om in Londen plaats te vinden.
14. De kwestie Japan
 Stalin, die tot dan toe neutraliteit had bewaard in de oorlog met Japan, beloofde zich in dit conflict aan geallieerde zijde te scharen. Na de oorlog vallen de gebieden die na de Russisch-Japanse Oorlog van 1905 zijn afgestaan, weer onder het gezag van de Sovjet-Unie.

In het algemeen wordt aangenomen dat Roosevelt een overeenkomst met Stalin heeft gesloten: in ruil voor Russische deelname aan de oorlog tegen Japan en de nog op te richten Verenigde Naties zou de Amerikaanse president Stalin de vrije hand in Oost-Europa gunnen. Hierbij de opmerking dat de atoombom in februari 1945 nog niet was gevallen, en dat de verovering van Japan met conventionele wapens naar schatting een paar miljoen Amerikaanse soldatenlevens zou gaan kosten. Er was de USA daarom veel aan gelegen om Stalin aan haar kant in de oorlog tegen Japan te krijgen. Churchill zou zich hierbij pas na verwoede discussies hebben neergelegd.
Hoewel op de Conferentie van Jalta weinig concrete afspraken werden gemaakt, is door deze conferentie de naoorlogse verdeling van Europa in een westers en een Sovjetsmachtsblok bevorderd. Het protocol bevat hoofdkwesties die moesten worden veranderd, maar in de werkelijkheid is hier weinig van terechtgekomen. Er werd zo specifiek over Polen gesproken, aangezien Polen zich sterk heeft verzet tegen de Duitsers en in de ogen van de geallieerden nu een flinke tegemoetkoming verdiende.